# Masłosz Parka
Masłosz Parka (Vitellaria paradoxa) – gatunek rośliny należący do rodziny sączyńcowatych, jedyny przedstawiciel monotypowego rodzaju masłosz (Vitellaria C.F.Gaertn.). Występuje naturalnie w zachodniej i środkowej Afryce.

## Morfologia
Drzewo dorasta do wysokości 25 m, choć zazwyczaj osiąga do 15 m. Liście są odwrotnie jajowate, wydłużone i skupione na końcach gałązek. Blaszka liściowa jest skórzasta i od spodu owłosiona. Okazałe kwiaty mają pięciokrotny kielich i koronę. Płatki są okazałe, kremowobiałe, pręciki liczne, słupek pojedynczy. Owocem jest eliptyczna jagoda o barwie żółtej lub żółtozielonej z pojedynczym, okrągławym nasionem o barwie czerwonobrązowej i długości do 2,5 cm.

## Zastosowanie
Roślina uprawiana jest dla owoców, których nasiona są bogate w tłuszcze. Z gniecionych nasion wytwarza się masło shea. Drzewo jest także źródłem drewna służącego do wyrobu mebli.

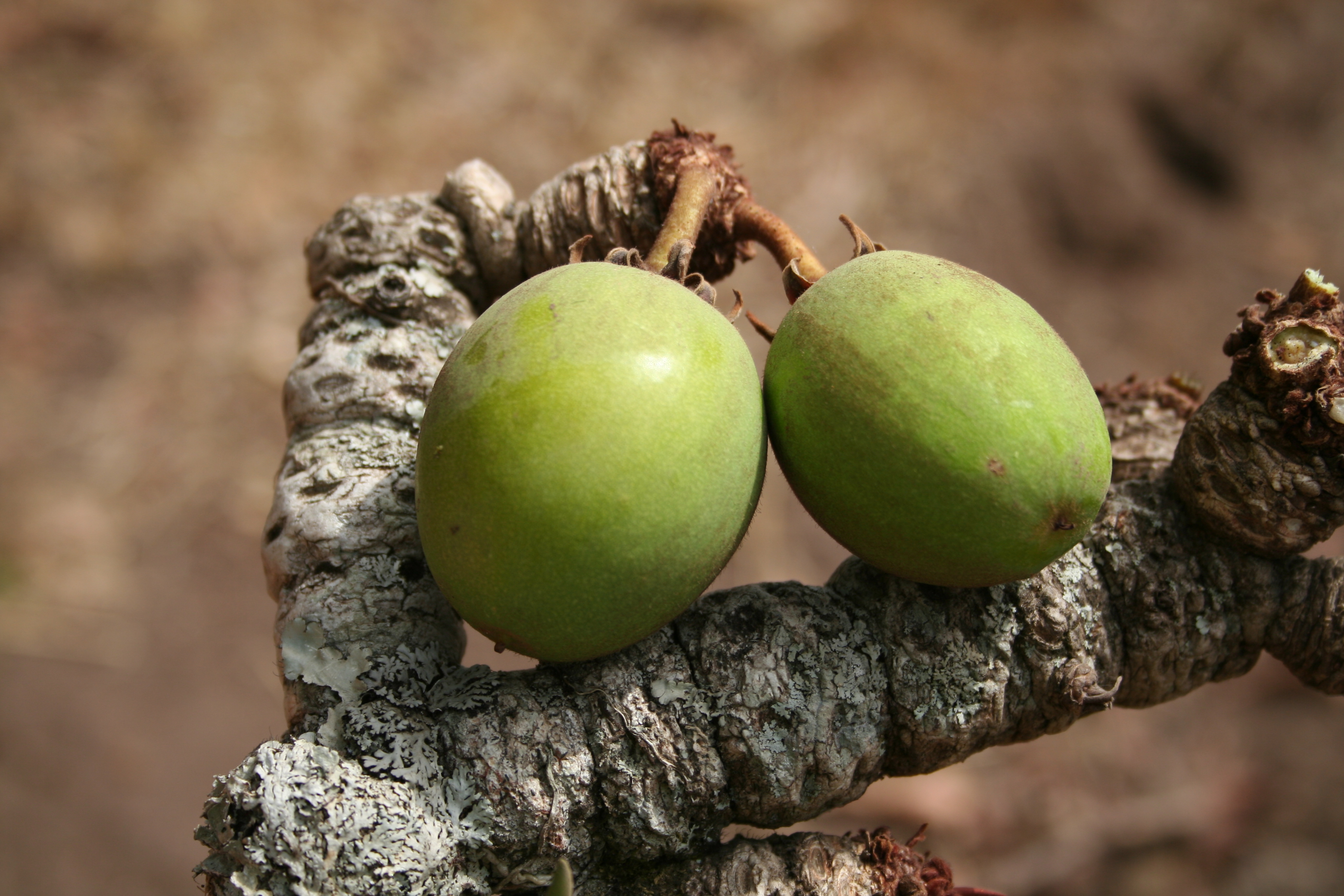
Owoce
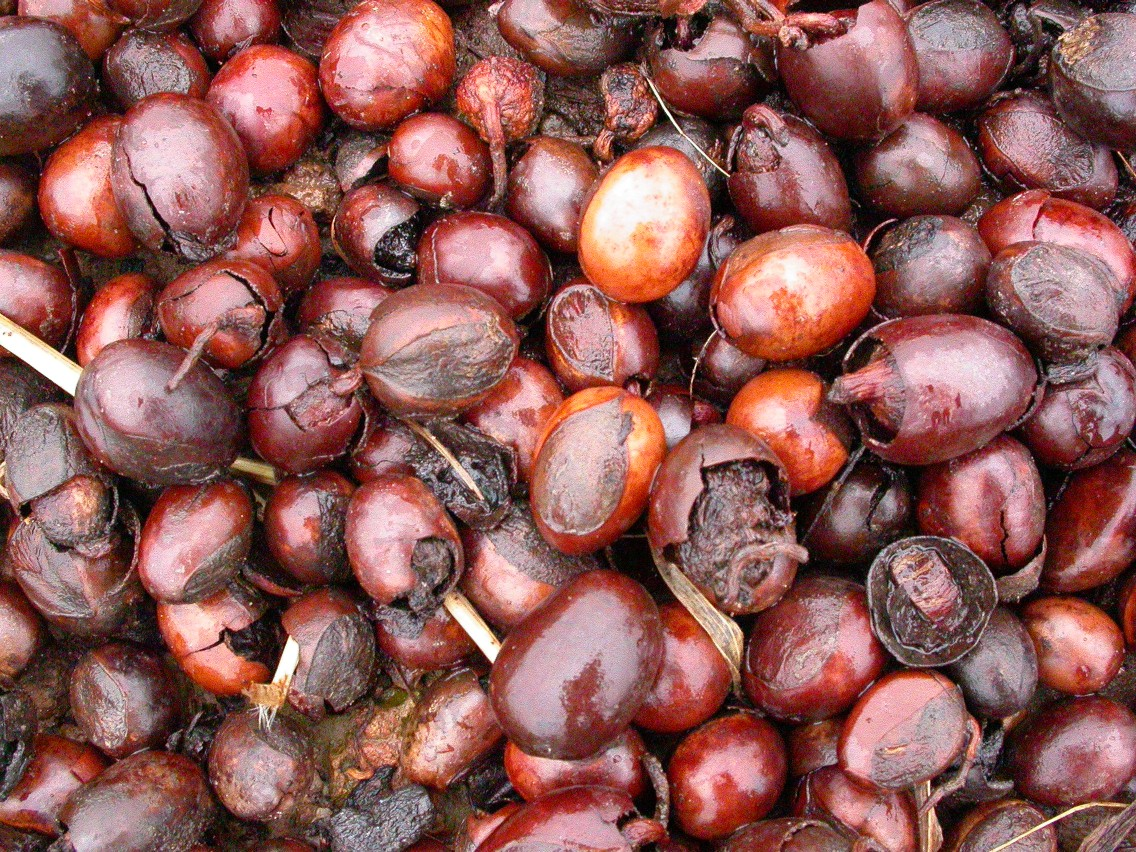
Nasiona
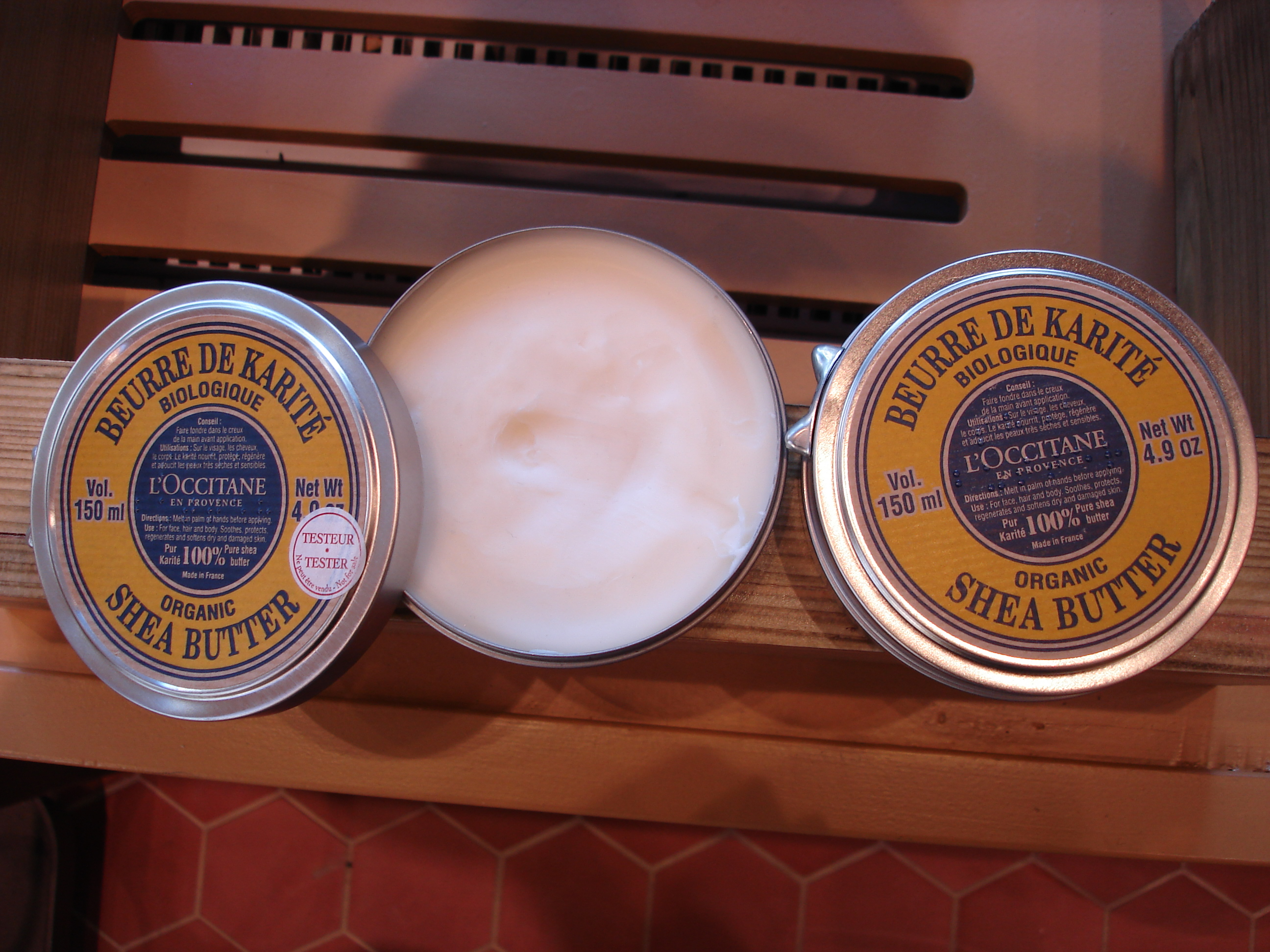
Masło shea